# Persone di nome Monica
| Questa pagina contiene informazioni ricavate automaticamente dalle voci biografiche con l'ausilio del template Bio e di un bot. L'aggiornamento è periodico e automatico e ricostruisce completamente la pagina. Se manca una persona in questa lista, sei pregato di non aggiungerla, ma accertati piuttosto che la sua voce biografica contenga il template Bio e che i dati anagrafici siano correttamente compilati. Se il template Bio manca, inseriscilo tu stesso o, in alternativa, metti l'avviso {{tmp\|Bio}} che ne segnala la mancanza. Se i dati riportati sono sbagliati, correggi direttamente la voce biografica; le modifiche saranno visibili in questa lista entro pochi giorni. Per chiarimenti vedi il progetto antroponimi. La lista contiene solo le 142 persone che sono citate nell'enciclopedia e per le quali è stato implementato correttamente il template Bio. Pagina aggiornata al 22 giu 2025. |

Questa è una lista di persone presenti nell'enciclopedia che hanno il nome Monica, suddivise per attività principale.

## Allenatrici di calcio(2)
- Monica Di Fonzo, allenatrice di calcio e ex calciatrice svizzera (Basilea, n. 1977)
- Monica Knudsen, allenatrice di calcio e ex calciatrice norvegese (Arendal, n. 1975)

## Allenatrici di ginnastica(1)
- Monica Bergamelli, allenatrice di ginnastica e ex ginnasta italiana (Bergamo, n. 1984)

## Altiste(1)
- Monica Iagăr, ex altista rumena (Sighetu Marmației, n. 1973)

## Artiste(1)
- Monica Bonvicini, artista italiana (Venezia, n. 1965)

## Atlete paralimpiche(1)
- Monica Olivia Rodriguez Saavedra, atleta paralimpica messicana (n. 1989)

## Attiviste(1)
- Monica Romano, attivista, scrittrice e politica italiana (Milano, n. 1979)

## Attrici(26)
- Monica Barbaro, attrice statunitense (San Francisco, n. 1990)
- Monica Bellucci, attrice e ex modella italiana (Città di Castello, n. 1964)
- Monica Bîrlădeanu, attrice rumena (Iași, n. 1978)
- Monica Calhoun, attrice statunitense (Filadelfia, n. 1971)
- Monica Carpanese, attrice e sceneggiatrice italiana (Monselice, n. 1973)
- Monica Chan, attrice e modella hongkonghese (Hong Kong, n. 1967)
- Monica Comegna, attrice italiana (Casoli, n. 1980 - Lanciano, † 2023)
- Monica Dolan, attrice britannica (Middlesbrough, n. 1969)
- Monica Evans, attrice e doppiatrice britannica (Camberwell, n. 1940)
- Monica Gravina, attrice, doppiatrice e direttrice del doppiaggio italiana (Roma, n. 1959)
- Monica Guerritore, attrice, regista e drammaturga italiana (Roma, n. 1958)
- Monica Horan, attrice e comica statunitense (Darby, n. 1963)
- Monica Iozzi, attrice, conduttrice televisiva e doppiatrice brasiliana (Ribeirão Preto, n. 1981)
- Monica Keena, attrice e modella statunitense (New York, n. 1979)
- Monica Lewis, attrice statunitense (Chicago, n. 1922 - Woodland Hills, † 2015)
- Monica Nappo, attrice, regista teatrale e comica italiana (Napoli, n. 1971)
- Monica Nickel, attrice polacca
- Monica Pariante, attrice, doppiatrice e dialoghista italiana (Napoli, n. 1962)
- Monica Potter, attrice statunitense (Cleveland, n. 1971)
- Monica Rametta, attrice e sceneggiatrice italiana (Roma)
- Monica Raymund, attrice e regista statunitense (St. Petersburg, n. 1986)
- Monica Samassa, attrice italiana (Udine, n. 1965 - Longiano, † 2016)
- Monica Scattini, attrice italiana (Roma, n. 1956 - Roma, † 2015)
- Monica Strebel, attrice e modella svizzera (Strasburgo, n. 1948)
- Monica Van Campen, attrice e modella spagnola (Barcellona, n. 1974)
- Monica Zanchi, attrice svizzera (Berna, n. 1959)

## Attrici pornografiche(3)
- Monica Mayhem, ex attrice pornografica australiana (Brisbane, n. 1978)
- Monica Roccaforte, ex attrice pornografica ungherese (Budapest, n. 1978)
- Monica Sweetheart, ex attrice pornografica ceca (Beroun, n. 1981)

## Calciatrici(6)
- Mônica Hickmann Alves, calciatrice brasiliana (Porto Alegre, n. 1987)
- Monica Carminati, ex calciatrice italiana (Londra, n. 1982)
- Monica Gamba, ex calciatrice italiana (n. 1982)
- Monica Magnarini, calciatrice italiana (Pinerolo, n. 1984)
- Monica Moling, calciatrice italiana (n. 1990)
- Monica Placchi, ex calciatrice italiana (Cremona, n. 1968)

## Cantanti(9)
- Monica Anghel, cantante rumena (Bucarest, n. 1971)
- Monica Aspelund, cantante finlandese (Vaasa, n. 1946)
- Moony, cantante italiana (Venezia, n. 1980)
- Monica Heldal, cantante norvegese (Bergen, n. 1991)
- Monica, cantante e attrice statunitense (Atlanta, n. 1980)
- Monica Sarnelli, cantante italiana (Napoli, n. 1966)
- Valerie Dore, cantante italiana (Milano, n. 1963)
- Monica Törnell, cantante svedese (Trönö, n. 1954)
- Monica Zetterlund, cantante e attrice svedese (Hagfors, n. 1937 - Stoccolma, † 2005)

## Cavallerizze(1)
- Monica Theodorescu, cavallerizza tedesca (Halle, n. 1963)

## Cestiste(11)
- Monica Barbaro, ex cestista italiana (Reggio Calabria, n. 1974)
- Monica Bastiani, ex cestista italiana (Brindisi, n. 1964)
- Monica Bello, ex cestista australiana (Melbourne, n. 1978)
- Monica Bonafede, ex cestista italiana (Roma, n. 1985)
- Monica Lamb, ex cestista statunitense (Houston, n. 1964)
- Monica Maxwell, ex cestista e allenatrice di pallacanestro statunitense (n. 1976)
- Monica Okoye, cestista giapponese (Tokyo, n. 1998)
- Monica Ptacnik, ex cestista austriaca (Vienna, n. 1953)
- Monica Romano, ex cestista italiana (Pomigliano d'Arco, n. 1973)
- Monica Wright, ex cestista, allenatrice di pallacanestro e dirigente sportiva statunitense (San Antonio, n. 1988)
- Monica Zachrisson, ex cestista svedese (n. 1960)

## Cicliste su strada(1)
- Monica Bandini, ciclista su strada italiana (Faenza, n. 1964 - Forlì, † 2021)

## Conduttrici televisive(2)
- Monica Leofreddi, conduttrice televisiva italiana (Roma, n. 1965)
- Monica Marangoni, conduttrice televisiva e giornalista italiana (Verona, n. 1978)

## Dirigenti d'azienda(1)
- Monica Mondardini, dirigente d'azienda italiana (Cesena, n. 1960)

## Dirigenti sportivi(1)
- Monica Caprini, dirigente sportivo, ex calciatrice e ex giocatrice di calcio a 5 italiana (Roma, n. 1974)

## Doppiatrici(6)
- Monica Bertolotti, doppiatrice e direttrice del doppiaggio italiana (Bologna, n. 1972)
- Monica Bonetto, doppiatrice e critica teatrale italiana (Torino, n. 1963 - Torino, † 2017)
- Monica Migliori, doppiatrice italiana (Pistoia, n. 1968)
- Monica Vulcano, doppiatrice e direttrice del doppiaggio italiana (Roma, n. 1975)
- Monica Ward, doppiatrice, direttrice del doppiaggio e attrice italiana (Roma, n. 1965)
- Nikki van der Zyl, doppiatrice tedesca (Berlino, n. 1935 - † 2021)

## Drammaturghe(1)
- Monica Maimone, drammaturga e regista teatrale italiana (Vedano Olona, n. 1945)

## Fumettiste(1)
- Monica Catalano, fumettista italiana (Roma, n. 1972)

## Ginnaste(2)
- Monica Roșu, ex ginnasta rumena (Bacău, n. 1987)
- Monica Stefani, ex ginnasta italiana (Lucca, n. 1957)

## Giornaliste(9)
- Monica Bertini, giornalista e conduttrice televisiva italiana (Parma, n. 1983)
- Monica Gasparini, giornalista e conduttrice televisiva italiana (Brescia, n. 1966)
- Monica Giandotti, giornalista e conduttrice televisiva italiana (Roma, n. 1978)
- Monica Lovinescu, giornalista, scrittrice e critica letteraria romena (Bucarest, n. 1923 - Parigi, † 2008)
- Monica Maggioni, giornalista e conduttrice televisiva italiana (Milano, n. 1964)
- Monica Matano, giornalista e conduttrice televisiva italiana (Salerno, n. 1978)
- Monica Mosca, giornalista italiana (Milano, n. 1965)
- Monica Setta, giornalista, scrittrice e conduttrice televisiva italiana (Brindisi, n. 1964)
- Monica Vanali, giornalista, conduttrice televisiva e ex pallavolista italiana (Padova, n. 1968)

## Greciste(1)
- Monica Centanni, grecista e filologa classica italiana (Venezia, n. 1957)

## Informatiche(1)
- Monica Lam, informatica statunitense

## Meteorologhe(1)
- Monica Kristensen Solås, meteorologa, fisica e scrittrice norvegese (Torsby, n. 1950)

## Militari(1)
- Monica Graziana Contrafatto, militare e atleta paralimpica italiana (Gela, n. 1981)

## Modelle(1)
- Monica Leigh, modella statunitense (Long Island, n. 1981)

## Nuotatrici(6)
- Monica Boggioni, nuotatrice italiana (Pavia, n. 1998)
- Monica Bonon, ex nuotatrice italiana (Casale Monferrato, n. 1964)
- Monica Cirulli, nuotatrice artistica italiana (Roma, n. 1982)
- Monica Dahl, ex nuotatrice namibiana (Windhoek, n. 1975)
- Monica Olmi, ex nuotatrice italiana (La Spezia, n. 1970)
- Monica Vallarin, ex nuotatrice italiana (Torino, n. 1965)

## Pallanuotiste(1)
- Monica Vaillant, ex pallanuotista italiana (Roma, n. 1967)

## Pallavoliste(3)
- Monica De Gennaro, pallavolista italiana (Piano di Sorrento, n. 1987)
- Monica Lestini, pallavolista italiana (Penne, n. 1994)
- Monica Ravetta, ex pallavolista italiana (Pavia, n. 1985)

## Pattinatrici artistiche a rotelle(1)
- Monica Susanna Mezzadri, pattinatrice artistica a rotelle italiana (Schio, n. 1965)

## Personaggi televisivi(1)
- Monica Lewinsky, personaggio televisivo statunitense (San Francisco, n. 1973)

## Politiche(14)
- Monica Stefania Baldi, politica italiana (Pistoia, n. 1959)
- Monica Bettoni Brandani, politica e medico italiana (Pontassieve, n. 1950)
- Monica Casaletto, politica italiana (Pavia, n. 1968)
- Monica Ciaburro, politica italiana (Cuneo, n. 1970)
- Monica Cirinnà, politica italiana (Roma, n. 1963)
- Monica Dacon, politica sanvincentina (n. 1934)
- Monica De La Cruz, politica statunitense (Brownsville, n. 1974)
- Monica Faenzi, politica italiana (Grosseto, n. 1965)
- Monica Frassoni, politica italiana (Veracruz, n. 1963)
- Monica Giuntini, politica italiana (Volterra, n. 1963)
- Monica Gregori, politica italiana (Tivoli, n. 1980)
- Monica Iacob-Ridzi, politica rumena (Petroșani, n. 1977)
- Monica Luisa Macovei, politica rumena (Bucarest, n. 1959)
- Monica Marcolini, politica italiana (n. 1965)

## Registe(1)
- Monica Vullo, regista italiana (Roma, n. 1966)

## Saggiste(1)
- Monica Amari, saggista italiana (n. 1953)

## Sante(1)
- Santa Monica, santa berbera (Tagaste, n. 331 - Ostia, † 387)

## Sceneggiatrici(1)
- Monica Zapelli, sceneggiatrice italiana (Pavia, n. 1966)

## Schermitrici(2)
- Monica Aksamit, schermitrice statunitense (New York, n. 1990)
- Monica Peterson, schermitrice canadese (Victoria, n. 1984)

## Sciatrici alpine(7)
- Monica Borsotti, ex sciatrice alpina italiana (Torino, n. 1966)
- Monica Granum, ex sciatrice alpina norvegese
- Monica Hermansson, ex sciatrice alpina svedese (n. 1948)
- Monica Hübner, sciatrice alpina tedesca (Garmisch-Partenkirchen, n. 1990)
- Monica Jonsson, ex sciatrice alpina svedese (n. 1960)
- Monica Sæther, ex sciatrice alpina norvegese (n. 1971)
- Monica Zanoner, sciatrice alpina italiana (n. 1999)

## Scrittrici(4)
- Monica Ali, scrittrice britannica (Dacca, n. 1967)
- Monica Farnetti, scrittrice italiana (Ferrara, n. 1960)
- Monica Hughes, scrittrice britannica (Liverpool, n. 1925 - Edmonton, † 2003)
- Monica McInerney, scrittrice australiana (Clare Valley)

## Storiche delle religioni(1)
- Monica Esposito, storica delle religioni, traduttrice e sinologa italiana (Genova, n. 1962 - Kyoto, † 2011)

## Tenniste(3)
- Monica Giorgi, ex tennista e saggista italiana (Livorno, n. 1946)
- Monica Niculescu, tennista rumena (Slatina, n. 1987)
- Monica Seles, ex tennista jugoslava (Novi Sad, n. 1973)

## Ultramaratonete(2)
- Monica Carlin, ultramaratoneta italiana (Trento, n. 1971)
- Monica Casiraghi, ultramaratoneta italiana (Missaglia, n. 1969)

## Senza attività specificata(1)
- Monica Mason, ex ballerina e direttrice artistica sudafricana (Johannesburg, n. 1941)